# 47:an Löken (film)
47:an Löken är en svensk komedifilm från 1971 regisserad av Ragnar Frisk och producerad av Arne Brandhild. Filmen är baserad på seriefiguren 47:an Löken.

## Om filmen
Filmen hade premiär den 30 augusti 1971. Stockholmspremiär annandag jul samma år på biograferna Festival vid Stureplan och Söderbio vid Götgatan. Den har visats på Kanal 5. En uppföljare, 47:an Löken blåser på, kom år 1972.

## Rollista
- Lasse Kühler – 47:an Löken
- Janne Carlsson – 69:an
- Tjadden Hällström – Konrad Kruth, kapten
- Caroline Christensen – Klara Kruth, hans fru
- Berit Bogg – Karin Kruth, deras dotter
- Gösta Krantz – Östen Örkelljung, överste
- Siv Ericks – överstinnan Örkelljung
- Nisse Ericson – Gustav Granath, general
- Carl-Axel Elfving – Frasse Fransson, furir
- Mille Schmidt – Gädda, laborator
- Börje Nyberg – Fabian Fronth, fanjunkare
- Lars Lennartsson – Carl Celsius, doktor
- Sten Ardenstam – Malcolm Mynning, major
- Hasse Burman – Löja, löjtnant
- Jonas Frisk – fänrik
- Gösta Wälivaara – 33:an
- Lennart Duvsjö – menig
- Hanny Schedin – Kruths svärmor
- Lisbeth Lindeborg

## DVD
Filmen gavs ut på DVD 2003. 